# Nikolai Timofejewitsch Gudzow
Nikolai Timofejewitsch Gudzow (russisch Николай Тимофеевич Гудцов; * 1. Novemberjul. / 13. November 1885greg. in Meschtschowsk; † 29. Januar 1957 in Moskau) war ein russischer Materialwissenschaftler und Hochschullehrer.

## Leben
Gudzow schloss die Realschule in Kursk 1902 ab und studierte dann am St. Petersburger Polytechnischen Institut mit Abschluss 1911. 1912 trat er der Russischen Metallurgischen Gesellschaft bei. Sein wichtigster wissenschaftlicher Lehrer war A. A. Baikow. 1913 begann Gudzow seine Arbeit im St. Petersburger Putilow-Werk.
1928 wurde Gudzow Leiter der Abteilung Metallografie des Allrussischen Instituts für Metalle. Bereits seit 1920 lehrte er am nun Leningrader Polytechnischen Institut mit Ernennung zum Professor 1930. 1939 wechselte er zum Moskauer Institut für Metallurgie der Akademie der Wissenschaften der UdSSR (AN-SSSR) als Leiter der Abteilung für Metallkunde. Im gleichen Jahr wurde er Wirkliches Mitglied der AN-SSSR. Während des Deutsch-Sowjetischen Krieges leitete er die Arbeiten zur Herstellung von Spezialstählen für die Verteidigung. Zusammen mit Mitarbeitern des Instituts für Allgemeine und Anorganische Chemie entwickelte er 1943 Legierungen für panzerbrechende Munition. 1943 wurde er auf den Lehrstuhl für Wärmebehandlung und Metallkunde des Moskauer Stalin-Instituts für Stahl und Legierungen (MISiS) berufen.
Gudzows Arbeitsschwerpunkte waren die Kristallisation, Wärmebehandlungen und die Eigenschaften der Stähle, wobei er Röntgenmethoden einsetzte. Er entwickelte Theorien zur Bildung tetragonaler Eisengitter, zu Phasenübergängen in Stählen während der Abkühlung, zur Verformung von Kristallen und zur Wechselbeziehung der Eisen- und Kohlenstoffatome im Stahl.
Gudzow wurde auf dem Moskauer Nowodewitschi-Friedhof begraben. Er war verheiratet mit Soja Wladimirowna geb. Belorutschewa (1906–1963).

## Ehrungen
- Leninorden (zweimal)
- Orden des Roten Banners der Arbeit
- Stalinpreis II. Klasse (1943)
- Orden des Roten Sterns (1945)
- Verdienter Wissenschaftler der RSFSR
- Medaille „Für heldenmütige Arbeit im Großen Vaterländischen Krieg 1941–1945“